# Toxochelyidae
Toxochelyidae — вимерла родина прихованошийних черепах, що існувала у пізній крейді у Лавразії. Скам'янілості знайдені на території США, Німеччини, Росії, Киргизстану. Досягали довжини приблизно 60-120 см.

## Роди
- Toxochelys Cope
- Dollochelys
- Porthochelys Williston, 1901
- Thinochelys Zangerl, 1953